# Nick Bruno
Nick Bruno ist ein US-amerikanischer Animator und Filmregisseur. Er arbeitet hauptsächlich mit Troy Quane zusammen.

## Leben
Bruno begann seine Karriere als Animator für Blue Sky Studios und arbeitete am vier Ice Age-Filmen mit. Weitere Arbeiten waren Rio (2011) und dessen Fortsetzung Rio 2 – Dschungelfieber (2014) sowie Die Peanuts – Der Film (2015). Seit 2019 arbeitet er häufig mit Troy Quane zusammen. Die erste gemeinsame Filmarbeit war Spione Undercover – Eine wilde Verwandlung (2019). Es folgte Nimona (2023) für den beide 2024 eine Oscar-Nominierung in der Kategorie Bester animierter Spielfilm erhielten.

## Filmografie

### Regie
- 2011: Die Schlümpfe – Eine schlumpfige Weihnachtsgeschichte (The Smurfs: A Christmas Carol) (Kurzfilm)
- 2019: Spione Undercover – Eine wilde Verwandlung (Spies in Disguise)
- 2023: Nimona

### Animator
- 2006: Ice Age 2 – Jetzt taut’s (Ice Age: The Meltdown)
- 2006: Keine Zeit für Nüsse (No Time for Nuts)
- 2008: Horton hört ein Hu! (Horton Hears a Who!)
- 2008: Surviving Sid
- 2009: Ice Age 3 – Die Dinosaurier sind los (Ice Age: Dawn of the Dinosaurs)
- 2011: Rio
- 2012: Ice Age 4 – Voll verschoben (Ice Age: Continental Drift)
- 2013: Epic – Verborgenes Königreich (Epic)
- 2014: Rio 2 – Dschungelfieber (Rio 2)
- 2015: Die Peanuts – Der Film (The Peanuts Movie)
- 2016: Ice Age 5 – Kollision voraus! (Ice Age: Collision Course)